# Mathew Quinn
Mathew Quinn (né le 17 avril 1976 à Salisbury en Rhodésie) est un athlète sud-africain spécialiste du 100 mètres qui s'est illustré lors des Championnats du monde d'athlétisme 2001 d'Edmonton en remportant la médaille d'or du relais 4 × 100 mètres avec ses coéquipiers Morné Nagel, Corné du Plessis et Lee-Roy Newton.

## Records personnels
- 100 mètres : 10 s 08 (Germiston, le 06/04/1999)

## Palmarès

### Championnats du monde
- Championnats du monde d'athlétisme 2001 à Edmonton :
  -  Médaille d'or du relais 4 × 100 mètres

### Jeux africains
- Jeux africains de 1999 à Johannesbourg
  -  Médaille d'or en relais 4 × 100 m